# Lonsdaleite
La lonsdaleite è un minerale allotropo del carbonio.
È chiamato anche "diamante esagonale" per la sua composizione e per la struttura esagonale del suo reticolo cristallino.
Prende il nome dalla mineralogista irlandese (naturalizzata inglese) Kathleen Lonsdale (1903 - 1971).

## Morfologia
La lonsdaleite è stata scoperta sotto forma di cubi, cubo-ottaedri di circa 0,7 mm ricoperti di grafite. Gli atomi di carbonio sono disposti nella lonsdaleite in una struttura esagonale, simile a quella della grafite, minerale dal quale deriva.

## Origine e giacitura
La lonsdaleite si origina dall'impatto sulla Terra di meteoriti contenenti grafite, e pertanto in natura è stata trovata in luoghi dove sono avvenuti questi impatti. La grafite contenuta nel meteorite, a causa dell'altissima pressione e temperatura, si trasforma in diamante, ma conserva la struttura esagonale della grafite. Fu scoperta per la prima volta nel 1967 nel Meteor Crater in Arizona. In seguito è stata trovata anche in altri siti sede di impatti meteorici, come il sito di Tunguska in Russia e il cratere di Nördlingen in Germania, ed è stata identificata anche nel campione di roccia chiamato Hypatia (in onore della scienziata e filosofa alessandrina Ipazia) scoperto nel 1996 nel deserto dell'Egitto meridionale.
Si può produrre anche in laboratorio tramite compressione e riscaldamento di grafite, utilizzando presse o detonazioni con pressioni da 50 a oltre 170 gigapascal, ed è stata ottenuta con la tecnica di deposizione chimica da vapore.
Nel 2011 è stata proposta anche la possibilità di formazione di lonsdaleite all'interno di rocce metamorfiche e metasomatiche. A partire dal 2014 la classificazione della lonsdaleite come materiale distinto dal diamante è stata messa in discussione, ed è stato proposto che una accurata definizione della sua struttura potrebbe essere "diamante a impilamento disordinato". Successivi esperimenti hanno evidenziato la formazione di lonsdaleite relativamente pura in condizioni di alta pressione dinamica come quelle degli impatti di meteoriti.
Il 16 giugno 2019 la trasmissione televisiva Report annuncia che tracce di diamante esagonale sarebbero state trovate nell'inchiostro del papiro di Artemidoro in seguito ad analisi spettroscopiche eseguite presso l'Istituto Centrale per la Patologia del Libro del Ministero per i beni e le attività culturali e per il turismo. Nel corso della trasmissione il diamante esagonale viene descritto dalla giornalista Giulia Presutti e dalla restauratrice Cecilia Hausmann come "elemento che in natura si trova solo nelle rocce meteoriche, in Sri Lanka o in Canada", "quindi non in Egitto" e come "un prodotto industriale che nasce più o meno nell’Ottocento". Tuttavia queste affermazioni non corrispondono alle caratteristiche note del diamante esagonale: Sri Lanka e Canada non sono zone privilegiate di reperimento della lonsdaleite, che, sempre in quantità minime in forma di cristalli microscopici, si potrebbe trovare ovunque si sia verificato un impatto di meteoriti (Sri Lanka e Canada sono semmai tra i paesi noti per avere grandi giacimenti di grafite, insieme a Russia, Messico e altri), e la lonsdaleite non è documentata come prodotto di procedimenti industriali del XIX secolo; infatti, come detto, è stata identificata la prima volta dagli scienziati solo negli anni sessanta del Novecento analizzando le rocce del Meteor Crater in Arizona, e, come per il diamante sintetico, le tecniche che permettono di produrla artificialmente sono state sviluppate nel corso del XX secolo. Mentre le informazioni date da Report sulla diffusione geografica della lonsdaleite sono del tutto prive di fondamento e appaiono inventate per sostenere davanti al pubblico la tesi della falsità del papiro di Artemidoro, si può notare che il rarissimo materiale non è mai stato trovato altrove in inchiostri, pigmenti o qualsiasi manufatto più o meno antico. Bisogna però tenere presente che, come già sottolineato in passato da specialisti di petrologia, l'identificazione della lonsdaleite è facilmente soggetta a errore nell'interpretazione degli spettri Raman: "When considering the list of natural occurrences of lonsdaleite, it would be prudent to bear in mind that lonsdaleite, unlike other mineral species, is not easy to identify definitively, because Raman spectra can be ambiguous and a transition toward cubic 3C diamond is common". A parte l’oggettiva difficoltà di identificazione di un materiale come la lonsdaleite, più in generale i fisici specialisti di spettroscopia hanno notato che recentemente in diversi campi sono diventati numerosi gli errori di interpretazione derivanti dall’ampia disponibilità dei moderni spettrometri Raman (sempre più automatizzati) in combinazione con l’utilizzo da parte di personale non specializzato in fisica e spettroscopia. L’autrice del servizio di Report ha omesso di precisare che anteriormente all'edizione del papiro del 2008 gli inchiostri erano già stati sottoposti a numerosi esami chimico-fisici, inclusa ovviamente la spettroscopia Raman, e che nel volume del 2008 erano già presentati in dettaglio i risultati delle analisi, in un capitolo dove docenti universitari del settore della chimica e della spettroscopia applicate ai beni culturali evidenziano l’assenza di anomalie. Bisognerà aspettare la fine del 2020 per avere la conferma che i ricercatori che hanno effettuato le seconde analisi menzionate da Report non hanno in realtà idee precise sulla natura dei siti sp3 registrati dall’analisi spettroscopica: "Tali siti possono anche derivare da zone difettive del Diamante cubico, per cui la loro attribuzione ad una specifica struttura di carbone[sic] è, al momento, difficoltosa". Gli stessi autori alcune pagine prima (p. 106) ricordano che "i composti carboniosi possono avere le più disparate origini e, all’interno di un materiale amorfo, possono essere contenute più strutture con reticoli cristallini diversi e differenti ibridazioni dell’atomo di carbonio". È infatti ben noto che il carbonio amorfo presenta normalmente frazione di legami sp3 e sp2, e in questo l'inchiostro del papiro non presenta nulla di anomalo.

## Lonsdaleite superdura
Scienziati dell'University of Nevada e dell'Università Jiao Tong di Shanghai hanno annunciato nel febbraio 2009 la scoperta della lonsdaleite superdura. Applicando per indentatura un carico molto elevato si è visto che la lonsdaleite reagisce aumentando la sua resistenza alla compressione in modo permanente.
Il materiale così ottenuto raggiunge una resistenza di 152 GPa (GigaPascal), superiore del 58% a quella del diamante, che nelle stesse condizioni è di 97 GPa.

## Truffe legate alla "lonsdaleite"
Poiché le caratteristiche della lonsdaleite sono ignote alla maggior parte della popolazione al di fuori degli scienziati esperti in geologia e mineralogia, i nomi "lonsdaleite" e "diamante esagonale" sono stati frequentemente sfruttati per la vendita truffaldina di manufatti in ceramica di nessun valore, spacciati per meteoriti su portali online di e-commerce e in fiere e mercatini itineranti, con prezzi che vanno da pochi euro a migliaia di euro.